# Association sportive Juventus d'Alépé
Maillots
La Juventus d'Alépé est un club ivoirien de football basé à Alépé.